# كورة آل مانع (المحفد)

تعديل مصدري - تعديل

آل مانع ، عَشِيرَة من قبائل باكازم وتعد من العوالق السفلى حمير.
كورة آل مانع:
هي إحدى قرى عزلة المحفد بمديرية المحفد التابعة لمحافظة أبين، بلغ تعداد سكانها 635 نسمة حسب تعداد اليمن لعام 2004.